# Resistència italiana

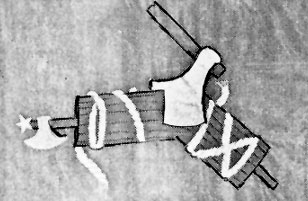
Bandera dels Arditi del Popolo. Aquest grup va formar part de la Resistència italiana. El seu símbol era la destral que talla els fasces (símbol, al seu torn, del feixisme).

La Resistència italiana o Resistència partisana (en italià, Resistenza italiana o partigiana) va ser un moviment armat d'oposició al feixisme i a les tropes d'ocupació nazis instal·lades a Itàlia durant la Segona Guerra Mundial. La Resistència va desenvolupar una guerra de guerrilles després de l'Armistici de Cassibile (8 de setembre de 1943, quan Itàlia va ser envaïda per l'Alemanya Nazi) i va finalitzar l'abril de 1945 amb la rendició de les tropes alemanyes. Es calcula que més de 200.000 persones van participar en la lluita armada de la Resistència (de les quals, unes 35.000 van ser dones). Els seus membres tenien una procedència social i ideològica molt diversa: la Resistència es va nodrir de les forces armades del Regne del Sud, de voluntaris, de membres dels partits polítics (democristians, comunistes, liberals, socialistes), membres del Partito d'Azione, del Partit Popular italià, monàrquics i anarquistes. Es van oposar política i militarment a l'ocupació nazi i a la República Social Italiana (RSI) fundada per Benito Mussolini.
Els partits més importants de la Resistència van constituir el Comitè d'Alliberament Nacional (CLN). La lluita armada es va donar per acabada el 25 d'abril de 1945, quan el Comitè d'Alliberament Nacional de l'Alta Itàlia (CLNAI) va aconseguir el control de gairebé totes les ciutats del nord del país, últim territori encara en poder de les tropes nazis a seva retirada cap Alemanya. La rendició incondicional de l'exèrcit alemany va tenir lloc el 29 d'abril de 1945, encara que en alguna ciutat com Gènova ja havien deposat les seves armes davant els partisans dies abans. Això va marcar el final de la Resistència. El Comitè d'Alliberament Nacional es va fer càrrec dels primers governs de la postguerra: es van produir llavors grans divergències sobre la configuració del nou estat italià: d'una banda, els partits d'esquerres es negaven a tornar al vell estat liberal prefeixista i (amb el suport del Partito d'Azione) van defensar que la Resistència tingués un paper decisiu en la construcció de la nova democràcia i que aquesta trenqués amb la monarquia. Per contra, la resta de forces (sobretot els democristians, els liberals i els militars que no van reconèixer la RSI) advocaven pel manteniment del règim monàrquic. L'Assemblea Constituent triada en 1946 va estar composta en la seva major part per membres del CLN, que van ser els que van redactar la Constitució de la República Italiana, inspirada en els principis de democràcia i antifeixisme característics de la Resistència.
| «                   | Si voleu anar en peregrinació al lloc on va néixer la vostra Constitució, aneu a les muntanyes on van caure els partisans, a les presons on van ser presos, als camps on els van penjar. Allà on ha mort un italià per recuperar la llibertat i la dignitat, aneu, oh joves, amb el pensament, perquè allà va néixer la nostra Constitució. | » |
| — Piero CALAMANDREI | |   |